# San Filippo risana un lebbroso
San Filippo risana un lebbroso è un affresco (380x321 cm) di Andrea del Sarto, databile al 1509-1510 e conservato nel Chiostro dei Voti della basilica della Santissima Annunziata di Firenze.

## Storia
Vasari spiegò nelle Vite i termini dell'allogazione delle Storie di san Filippo Benizi ad Andrea del Sarto da parte dei padri serviti, con l'interessamento in particolare del sagrestano fra' Mariano dal Canto delle Macine, il quale arrivò a minacciare l'artista di offrire il prestigioso incarico al Franciabigio e a un compenso molto più basso. Le fonti d'archivio non hanno restituito documenti esatti circa gli affreschi, ma solo sulla preparazione delle pareti per la stesura della pittura.
La sequenza cronologica delle scene tradizionalmente inizia con la Punizione dei bestemmiatori e prosegue con la Liberazione di un'indemoniata, la Morte di san Filippo Benizi e resurrezione di un fanciullo,  la Devozione dei fiorentini alle reliquie di san Filippo e San Filippo risana un lebbroso, ma Freedberg fece una nuova proposta basata su motivi stilistici (l'allontanamento dalle forme alla Ghirlandaio), che ordina la Liberazione di un'indemoniata, la Guarigione del lebbroso, poi la Morte, la Devozione e la Punizione.
Shearman poi ritenne invece più probabile la datazione tradizionale.
Del San Filippo risana un lebbroso esiste un disegno preparatorio al Cabinet des Dessins del Louvre (n. 309F).

## Descrizione e stile

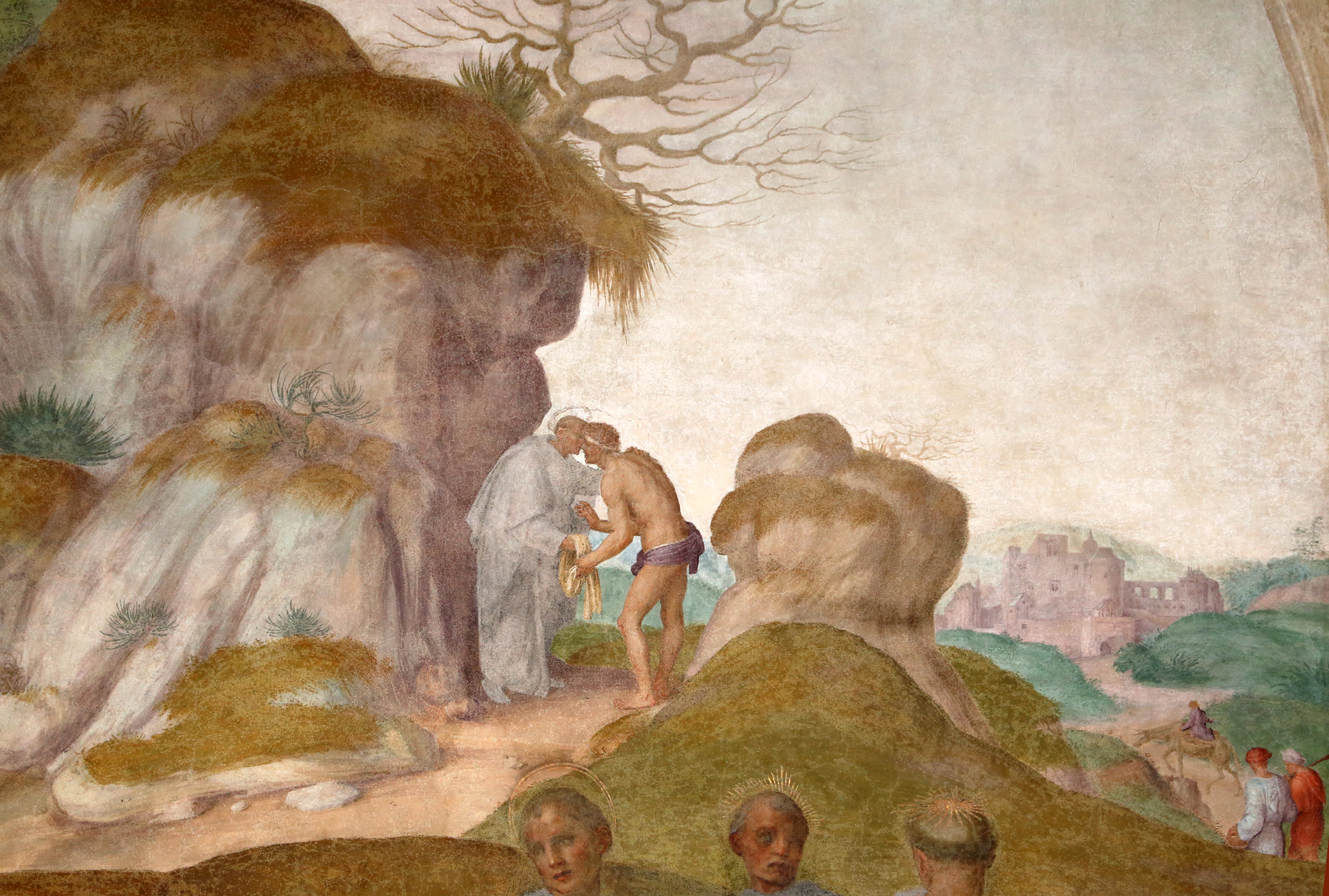
Dettaglio

«La prima, quando San Filippo già frate riveste quello ignudo», così Vasari descrisse questo affresco, che poi è stato interpretato come la guarigione di un lebbroso. La scena si svolge in più episodi che hanno luogo in più punti del paesaggio, a distante differenti, e che mostrano l'avvicinamento e la guarigione del malato emarginato da parte del santo e dei suoi compagni, che infine, in primo piano, lo accolgono tra loro.
Gli speroni, i massi e gli arbusti aggrappati al terreno impervio, danno un tocco fantastico all'ambientazione, ispirandosi a Piero di Cosimo, primo maestro di Andrea. I toni rossastri delle nubi danno una vivace nota atmosferica all'affresco e ne ravvivano la cromia, fatta altrimenti di bruni, verdi e gialli predominanti, a parte l'intenso azzurro del cielo in lontananza.